# Шоссе в никуда
«Шоссе в никуда» (англ. Lost Highway — букв. «Затерянное шоссе») — седьмой полнометражный фильм режиссёра Дэвида Линча, снятый по сценарию, созданному в соавторстве с Барри Гиффордом. Жанр киноленты создателями определён как «нуаровый хоррор XXI века». В главных ролях — Билл Пуллман, Патрисия Аркетт и Балтазар Гетти.
Сюжет фильма начинается с истории Фреда Мэдисона и его супруги Рене. Их брак заходит в тупик и оканчивается преступлением. Все обвинения ложатся на мужа и его приговаривают к исключительной мере наказания за убийство своей жены. Однако Фред Мэдисон загадочным образом исчезает из камеры смертников. На его месте обнаруживают невиновного автомеханика Пита Дейтона, которого выпускают на свободу. Пит пытается вернуться к нормальной жизни, но вместо этого он погружается в необъяснимый кошмар.
По сравнению с предыдущей работой Линча «Твин Пикс: Сквозь огонь», выход которой был едва освещён в прессе, прокат фильма «Шоссе в никуда» сопровождался критическими публикациями более чем в 40 заметных периодических изданиях. Кинокритики оценили творение Дэвида Линча неоднозначно. В положительных рецензиях отмечались художественная смелость режиссёра, а также сложный нелинейный сюжет картины. С другой стороны, многие рецензенты не смогли найти объяснение событиям фильма, во многом определив этим свои негативные оценки.

## Сюжет
Лос-Анджелес,1994 год. Действие фильма разворачивается в пригородном двухэтажном доме. Фред Мэдисон (Билл Пуллман) подозревает свою супругу Рене (Патрисия Аркетт) в неверности. Далее  разыгрываются странные и загадочные события. Раздаётся звонок домофона и некто сообщает, что Дик Лоран мёртв. Затем в утренней корреспонденции супруги находят видеокассеты; на одной заснят  фасад их особняка, на второй — сами супруги, спящие в  постели. И наконец, на вечеринке у Энди (Майкл Мэсси) Фред встречает Таинственного человека (Роберт Блейк), после беседы с которым Мэдисоны поспешно покидают званый вечер. Наутро Фред находит очередную видеозапись и с ужасом узнаёт себя рядом с расчленённым трупом собственной жены. Прийти в чувство ему удаётся лишь в полицейском участке. По решению суда Фреда Мэдисона приговаривают к смерти на электрическом стуле  и помещают в тюремную камеру до исполнения приговора.
Во время утреннего обхода вместо Фреда Мэдисона тюремный охранник обнаруживает в камере автомеханика Пита Дейтона (Бальтазар Гетти), которого освобождают, устанавливая за ним круглосуточную слежку. После освобождения Пит возвращается в русло привычной жизни: днём трудится в автомастерской, а вечером проводит время со своей подругой Шейлой (Наташа Грегсон Вагнер). Также он помогает в починке дорогих автомобилей своему покровителю мистеру Эдди (Роберт Лоджиа), преступному авторитету, в котором полицейские опознают  Дика Лорана. Вскоре Пит знакомится с любовницей мистера Эдди — блондинкой Элис Уэйкфилд, очень похожей на брюнетку Рене Мэдисон. Между ними завязывается любовный роман. Выход из ситуации находит Элис: она предлагает Питу ограбить её знакомого Энди и уехать подальше. Пит осуществляет план, в            драке случайно убив Энди, бросив его на стеклянный стол, после чего любовники отправляются за город к скупщику краденого. Место предполагаемой встречи со скупщиком — дом посреди пустыни, который оказывается пуст. После любовной сцены ночью прямо в пустыне перед горящими фарами авто Элис заходит в дом, а Пит остается ждать снаружи.
Теперь Пит Дейтон выглядит, как Фред Мэдисон. Он заходит в дом и вместо Элис видит там Таинственного человека, который сообщает, что девушку зовут не Элис, а Рене. В ответ на вопрос человека, как зовут его, он молчит. В замешательстве Пит в облике Фреда отправляется в мотель под названием «Шоссе в никуда», где видит сцену расставания своей супруги Рене с Диком Лораном. После отъезда Рене, он нападает на Дика Лорана и отвозит его в пустыню, за этим из окна мотеля наблюдает Таинственный человек. Там Пит и неожиданно появившийся Таинственный человек убивают Дика Лорана.
Далее Таинственный человек шепчет дальнейшие инструкции на ухо Питу и исчезает, а Пит в том же облике Фреда отправляется к дому Фреда, где его подкарауливает полиция в рамках расследования убийств Энди и Рене, и сообщает через домофон, что Дик Лоран мёртв, после чего поспешно садится в автомобиль и пытается уйти от массированного полицейского преследования, но ему не удаётся из-за панической атаки за рулём.

## История создания
На волне успеха сериала «Твин Пикс» в 1991 году был запущен в производство полнометражный фильм «Твин Пикс: Сквозь огонь». Однако кинолента, отснятая по мотивам сериала, была очень прохладно принята и кинокритикой, и зрительской аудиторией. После этого кинокомпании не спешили привлекать Линча к дорогостоящим или «трудным» проектам, а сам режиссёр не находил такой проект, которым мог бы по-настоящему увлечься. В итоге к работе над своим седьмым полнометражным фильмом, названным «Шоссе в никуда», Дэвид Линч приступил спустя четыре года после съёмок «Твин Пикс: Сквозь огонь».
Идея нового фильма, по словам Дэвида Линча, была навеяна самим словосочетанием «Шоссе в никуда», почерпнутым из книги Барри Гиффорда «Ночной народ». Режиссёру настолько понравилась фраза, что он высказал Гиффорду своё пожелание написать с ним совместный сценарий для одноимённого фильма. Эта история произошла за год до начала их совместной работы. В прошлом Линч уже не раз обращался к творчеству Гиффорда. По его роману был снят фильм «Дикие сердцем», заслуживший в Каннах «Золотую пальмовую ветвь». Вдобавок как раз в перерыве между съёмками фильмов «Твин Пикс: Сквозь огонь» и «Шоссе в никуда» Линч снял первый и третий эпизоды телесериала «Номер в отеле» опять же по сценарию Гиффорда. Однако трёхсерийный телефильм, снятый для телекомпании HBO, был встречен равнодушно и не получил дальнейшего хода.
Поскольку отправной точкой для «Шоссе в никуда» послужило само название, Линчу и Гиффорду было непросто начать работу над сценарием. На выручку режиссёру пришла история, которую он однажды рассказал Мэри Суини в ночь после окончания съёмок «Твин Пикс: Сквозь огонь». Линч повторил Барри Гиффорду рассказ о супружеской паре, которая получает по почте видеокассету с записью своего дома, потом ещё одну, на которой они видят сами себя в своей кровати, и так далее вплоть до того момента, где, по сюжету фильма, Фреда бьют по лицу в полицейском участке. Как резюмировал сам Линч, «человек вдруг оказывается в каком-то новом месте, не понимая, как он там очутился и что пошло не так». В общих словах режиссёр пересказал Гиффорду почти всю первую треть фильма, за исключением нескольких сцен. Именно эти идеи легли в основу фильма и задали сюжетный вектор.
Начало съёмок «Шоссе в никуда» было запланировано на 1995 год. Финансирование нового проекта взяла на себя французская компания Ciby 2000. Условия контракта с режиссёром начали обсуждать ещё до начала работ над сценарием. По словам Дэвида Линча, в кинокомпании довольно долго принимали решение, составляли бюджет, вели переговоры. И когда в марте 1995 года сценарий был дописан, пришлось ждать до ноября, чтобы приступить к съёмкам фильма. По контракту длительность киноленты была оговорена заранее: следовало уложиться в 2 часа 15 минут. Первоначальный монтаж превышал данный лимит, но в ходе дальнейшей работы длительность была сокращена до двух часов, после чего, по словам режиссёра, представилась возможность продумать каждую добавляемую деталь.

## Подбор актёров
Приглашённые на главные роли актёры ранее не сотрудничали с Дэвидом Линчем. Тем не менее кандидатура Билла Пуллмана рассматривалась ещё в период работы над сценарием фильма. Режиссёр хотел, чтобы Пуллман снялся в роли Фреда Мэдисона. Ещё одним актёром, чьё появление в фильме не случайно, оказался Роберт Лоджиа. Он ранее желал сняться в роли Френка Бута в «Синем бархате», но по стечению обстоятельств Дэвид Линч был вынужден ему отказать. Повторная возможность сняться в новом фильме Линча представилась в 1996 году. На съёмках «Дня независимости» Билл Пуллман дал прочесть сценарий «Шоссе в никуда» Роберту Лоджиа, предположив, что тот отлично подойдет на роль мистера Эдди.
В эпизодической роли автомеханика Фила снялся Джек Нэнс, исполнивший главную роль в дебютном фильме Дэвида Линча. После «Головы-ластика» Нэнс эпизодически появлялся почти во всех фильмах Линча: в «Дюне», «Синем бархате», «Диких сердцем», «Твин Пиксе: сквозь огонь», а также в сериале «Твин Пикс». Съёмки в «Шоссе в никуда» стали последним появлением актёра в кино. Он умер 31 декабря 1996 года.

### В ролях
| - Билл Пуллман — Фред Мэдисон - Балтазар Гетти — Пит Дейтон - Патрисия Аркетт — Рене Мэдисон / Элис Уэйкфилд - Роберт Лоджа — Мистер Эдди / Дик Лоран - Роберт Блейк — Таинственный человек - Наташа Грегсон Вагнер — Шейла - Ричард Прайор — Арни - Люси Батлер — Кэнданс Дейтон, мать Пита - Гэри Бьюзи — Вильям Дейтон, отец Пита | - Джон Розелиус — Эл - Луис Эпполито — Эд - Карл Сандстром — Хэнк - Джон Солари — Лу - Мэрилин Мэнсон — порноактёр № 1 - Твигги Рамирес — порноактёр № 2 - Лиза Бойл — Мэриен - Джек Нэнс — Фил |

## Музыка к фильму
Композитором музыки к фильму «Шоссе в никуда» стал Анджело Бадаламенти, сотрудничавший с Дэвидом Линчем со времён работы над «Синим бархатом». Всё инструментальное сопровождение записывалось в Праге при участии местного симфонического оркестра. Дирижёром был Стефан Коничек, а звукооператором — Иржи Зобах.
Помимо специально записанных оркестровых партий, значительную часть саундтрека фильма «Шоссе в никуда» составили композиции популярных рок-исполнителей. Одной из первых была отобрана песня Дэвида Боуи «I’m Deranged», которая идёт под шестнадцатым номером в альбоме Outside. Дэвид Линч, по его собственным словам, впервые услышав «I’m Deranged», представил себе вводную сцену с мелькающей дорожной разметкой в том самом виде, в котором она вошла в фильм. Песню «This Magic Moment» в исполнении Лу Рида режиссёр впервые услышал на сборнике кавер-версий хитов Дока Помуса Doc Pomus`s Greatest Hit и захотел использовать её в своём фильме. Композицию Тима Бакли «Song to the Siren» в исполнении группы This Mortal Coil Дэвид Линч хотел включить в свой фильм ещё с момента работы над «Синим бархатом».
Неоднократно повторяющиеся на протяжении фильма работы немецкой группы Rammstein попали в саундтрек благодаря удачному стечению обстоятельств. Музыканты регулярно присылали Дэвиду Линчу свои новые записи в надежде, что он согласится снять для них видеоклип. В итоге в распоряжении съёмочной команды имелось «полсотни» аудиокассет, которые пользовались популярностью и звучали на съёмочной площадке. Закончив работу над сценарием, Дэвид Линч наконец прослушал присланную музыку и нашёл её подходящей для своего нового фильма.
Очередной удачей для Дэвида Линча обернулось его знакомство с Трентом Резнором — фронтменом группы Nine Inch Nails. Линчу удалось привлечь музыканта к записи саундтрека. Специально для «Шоссе в никуда» Резнор записал несколько музыкальных треков, плюс ко всему он принял участие в записи звуковых эффектов.
| №   | Название                                 | Композитор / Исполнитель | Длительность |
| --- | ---------------------------------------- | ------------------------ | ------------ |
| 1.  | «I'm Deranged» (Edit)                    | Дэвид Боуи               | 2:37         |
| 2.  | «Videodrones; Questions»                 | Трент Резнор             | 0:44         |
| 3.  | «The Perfect Drug»                       | Nine Inch Nails          | 5:15         |
| 4.  | «Red Bats with Teeth»                    | Анджело Бадаламенти      | 2:57         |
| 5.  | «Haunting & Heartbreaking»               | Анджело Бадаламенти      | 2:09         |
| 6.  | «Eye»                                    | The Smashing Pumpkins    | 4:51         |
| 7.  | «Dub Driving»                            | Анджело Бадаламенти      | 3:43         |
| 8.  | «Mr. Eddy’s Theme 1»                     | Барри Адамсон            | 3:31         |
| 9.  | «This Magic Moment»                      | Лу Рид                   | 3:23         |
| 10. | «Mr. Eddy’s Theme 2»                     | Барри Адамсон            | 2:13         |
| 11. | «Fred and Renee Make Love»               | Анджело Бадаламенти      | 2:04         |
| 12. | «Apple of Sodom»                         | Marilyn Manson           | 4:26         |
| 13. | «Insensatez»                             | Антониу Карлос Жобин     | 2:53         |
| 14. | «Something Wicked This Way Comes» (Edit) | Барри Адамсон            | 2:54         |
| 15. | «I Put a Spell on You»                   | Marilyn Manson           | 3:30         |
| 16. | «Fats Revisited»                         | Анджело Бадаламенти      | 2:31         |
| 17. | «Fred’s World»                           | Анджело Бадаламенти      | 3:01         |
| 18. | «Rammstein» (Edit)                       | Rammstein                | 3:26         |
| 19. | «Hollywood Sunset»                       | Барри Адамсон            | 2:01         |
| 20. | «Heirate Mich» (Edit)                    | Rammstein                | 3:02         |
| 21. | «Police»                                 | Анджело Бадаламенти      | 1:40         |
| 22. | «Driver Down»                            | Трент Резнор             | 5:18         |
| 23. | «I’m Deranged» (Reprise)                 | Дэвид Боуи               | 3:48         |
| 24. | «Song To The Siren»                      | This Mortal Coil         | 3:28         |

## Интерпретации

### Мнения создателей
Разгадку сюжета «Шоссе в никуда» Дэвид Линч всецело возложил на зрителя, обозначив, что история, рассказанная в фильме, «достаточно прямолинейна». Более того, в самом фильме имеются ключи к правильной интерпретации. Соавтор сценария Барри Гиффорд тоже был уклончив в объяснениях, однако кратко охарактеризовал события фильма, как историю болезни человека, который не может справиться с последствиями своих действий:
Думаю, можно сказать, что это фильм о человеке, который обнаруживает себя в крайне зловещей ситуации, и с ним случается приступ паники. Попытки совладать с последствиями своих действий даются ему очень тяжело, и его психика не выдерживает этого напряжения. Я думаю, это очень реалистичная и очень честная история болезни человека, который оказался не в силах справиться с ситуацией. Но в ней заложено куда больше смыслов.
Патрисия Аркетт, исполнившая роли Рене и Элис, поначалу считала, что играет двух разных персонажей, но режиссёр дал ей понять, что это одна и та же женщина. Впоследствии актриса предложила следующую трактовку, чтобы объяснить для себя происходящее в «Шоссе в никуда»:
Человек убивает свою жену, потому что подозревает её в измене. Но он не может вынести последствий того, что совершил, и с ним случается нечто вроде нервного срыва. Во время этого нервного срыва он пытается вообразить для себя лучшую жизнь, но даже эта «лучшая жизнь» идёт не так, как ему хочется. Его подозрительность и безумие настолько глубоки, что даже его фантазии превращаются в кошмар.

### Анализ сюжета
«Шоссе в никуда» начинается и оканчивается фразой: «Дик Лоран мёртв». Причём в начале фильма Фред Мэдисон слышит эти слова по домофону, находясь в спальне на втором этаже своего особняка, а в конце — сам же произносит их в домофон, стоя у парадного входа. Это обстоятельство «закольцовывает» киноповествование, а из-за двойственности происходящего и перекликающихся сюжетных линий композиция фильма уподобляется ленте Мёбиуса.
В структуре «Шоссе в никуда» некоторые авторы выделяют две части: первая (реальность) — тёмная и отчуждённая повседневность супружеской пары Фреда и Рене Мэдисонов, и вторая (мир фантазии) — ещё более мрачная часть, посвящённая страстной связи Пита Дейтона и Элис Уэйкфилд.

#### История Фреда Мэдисона
Первую часть фильма отличает недосказанность, порождающая неопределённость. Пробелы в повествовании дополнительно подчёркиваются отсутствием визуальной насыщенности. Минималистичная обстановка помещений в доме Мэдисонов освещается приглушённым светом. В коридорах царит темнота. В одежде и интерьерах доминируют тёмные оттенки. Таинственность происходящему добавляет звуковое сопровождение, а редкие диалоги между супругами прерываются длинными паузами.
По мере развития сюжета выясняется, что Фред подозревает свою жену Рене в неверности, а её отстранённость лишь усугубляет подозрения мужа. В целом взаимоотношения супругов можно охарактеризовать как несчастливый брак. Жена под вымышленным предлогом желает остаться дома, пока её муж будет играть в клубе. Тем же вечером Фред звонит домой во время перерыва между выступлениями, но никто не отвечает, и дома, кажется, никого нет. Подозрения Фреда подкрепляются в дальнейшем его воспоминанием об уходе Рене из клуба вместе с другим мужчиной (позже выясняется, что это её приятель Энди). Показателен также сон Фреда, который он вспоминает и рассказывает супруге. Во сне Фред слышит голос Рене, поднимается в спальню, видит её, однако, пересказывая сон, он говорит, что это была не Рене, а кто-то, кто выглядит, как она. Таким образом, наблюдается изменение образа Рене в сознании Фреда. Это ещё более подчёркивается в следующей за пересказом сновидения сцене: Фред оборачивается к Рене, но видит странное и пугающее лицо незнакомца.
Неизвестное лицо, привидевшееся Фреду, как выясняется, принадлежит Таинственному человеку. Фред встречает его на вечеринке в доме у Энди. По ряду признаков (затихание музыки, странный грим и поведение незнакомца, его способность быть в двух местах одновременно) Таинственный человек характеризуется как абстрактный персонаж, воплощающий тёмные, злые намерения Фреда Мэдисона, по аналогии с Бобом из «Твин Пикса».
По возвращении супругов с вечеринки у Энди события начинают развиваться так же, как во сне, который Фред рассказывал Рене накануне. Он уходит из спальни. Рене зовёт его, но, не дождавшись ответа, возвращается в кровать. Вскоре Фред поднимается в спальню, следуя сквозь темноту коридора, но на этом сцена оканчивается. Однако сюжет показанного ранее сна Фреда предвещает нападение на Рене. А зеркальные отражения и двойные тени, отбрасываемые в гостиной, словно предвещают удвоение персонажей.
Историю супругов сопровождает ежедневное появление загадочных видеокассет неизвестного происхождения. На первой снят фасад жилища Мэдисонов. На второй сами супруги, спящие в постели. Третью видеокассету Фред находит на пороге своего дома наутро после возвращения с вечеринки. На отснятых кадрах он с ужасом узнаёт себя рядом с расчленённым телом своей жены. Убийство Рене в фильме изображается достоверно, но лишь косвенно, через присланную видеокассету. Вслед за предполагаемым убийством жены следует арест мужа. Сцена суда сокращена до закадрового чтения приговора во время препровождения Фреда Мэдисона в тюремную камеру.

#### Превращение
Последовательность повествования в фильме резко преломляется в эпизоде, посвящённом тюремному заключению. Фреда Мэдисона, ожидающего смертной казни, сводят с ума обрывки воспоминаний об убийстве собственной жены. Тюремный врач даёт ему какой-то препарат, говоря, что Фред теперь сможет уснуть. И в ту же ночь происходит загадочное превращение в Пита Дейтона. В самом фильме метаморфоза главного персонажа передаётся косвенно: после ночных мучений Фреда Мэддисона, наутро в его камере обнаруживают Пита Дейтона. Однако в сценарии превращение персонажей описывается последовательно и взаимосвязано:
Фред подносит свою дрожащую, истерзанную руку ко лбу. Прижав руку, он проводит ей по лицу. Черты лица стираются, а на их месте остаётся пустая белая масса с глазницами. Камера устремляется в направлении пустых глазниц и проникает за их пределы… …Пустое лицо Фреда начинает искажаться и принимает черты Пита Дейтона. Фред Мэддисон становится Питом Дейтоном.
Оригинальный текст (англ.)Fred brings his shaking, tortured hand to his forehead.  He pulls his hand down across his face squeezing it as it goes.  As his hand passes over his face, Fred's features are removed leaving a blank, white mass with eye sockets. We move into the eye sockets and beyond… …Fred's blank face begins to contort and take on the appearance, feature by feature, of Pete Dayton. Fred Madison is becoming Pete Dayton.
В качестве вероятного объяснения этого перехода можно предположить, что беспокойное сознание Фреда предоставило ему единственно возможный в сложившейся ситуации путь к отступлению. Бегство в воображаемый мир фантазии. В этом плане некоторые авторы усматривают сюжетную параллель с рассказом и экранизацией «Случай на мосту через совиный ручей», снятой французским режиссёром Робертом Энрико в 1962 году. По сюжету короткометражки момент казни через повешение растягивается в получасовой воображаемый побег приговорённого к смерти. В случае Фреда Мэдисона, бегство от реальности порождает переход в мир Пита Дейтона.

#### История Пита Дейтона
История Пита Дейтона, после его выхода из тюрьмы, постепенно наполняется отсылками к первой части фильма. Более того, многие пробелы из сюжета о Фреде Мэдисоне заполняются и находят своё продолжение, а ранее казавшиеся бессвязными явления и персонажи обретают завершённость и целостность.
Первой косвенной отсылкой является упоминание событий, которые произошли «той ночью». Тему «той ночи» затрагивает в разговоре с Питом его подруга Шейла. В сцене разговора Пита с родителями опять поднимается тема «той ночи». При этом повествование прерывается последовательностью кадров, которые ранее были использованы в качестве иллюстрации воспоминаний Фреда об убийстве Рене. Появление этих кадров может свидетельствовать о попытке Фреда переложить вину за совершённое преступление на Пита Дейтона. Более того, неспособность Пита вспомнить события «той ночи» эхом напоминают о неспособности или нежелании Фреда вспомнить убийство Рене.
Далее по сюжету в истории Пита появляется персонаж, которого полицейские называют Диком Лораном. Тем самым заполняется один из первых пробелов в фильме. Дик Лоран, или мистер Эдди, является очередным гротескным линчевским злодеем наряду с такими персонажами как Фрэнк из «Синего бархата» или Бобби Перу из «Диких сердцем».
Следующее важное событие предваряет очередной отголосок из истории Фреда Мэдисона. Во время работы в автомастерской до Пита доносится звук саксофона из радио, причём мелодия идентична той, которую Фред играл в клубе Luna Lounge и ему внезапно становится плохо. Спустя несколько мгновений, Пит встречается взглядом с Элис, которая приезжает вместе с мистером Эдди. В роли Элис перед зрителем предстаёт Патрисия Аркетт, уже знакомая по роли Рене в первой части фильма. С этого момента мистический и детективный нарратив дополняется элементами классического нуара. Между Питом и Элис завязывается роман, о котором становится известно мистеру Эдди. После этого Дик Лоран дважды угрожает Питу Дейтону расправой. Причём в сцене телефонной угрозы мистер Эдди даёт слово Таинственному человеку, который обращается к Питу с той же фразы, что и к Фреду: «Мы с вами уже встречались, не так ли?». Так в истории Пита появляется Таинственный человек, а также подтверждается ответ Энди из первой части фильма, в котором он сообщил Фреду, что Таинственный человек является другом Дика Лорана.
Выход из сложившегося любовного треугольника находит Элис, которая воплощает собой образ роковой женщины. Она предлагает Питу ограбить её знакомого Энди, чтобы разбогатеть и уйти от расправы. Таким образом, в мире Пита появляется очередной персонаж, известный по первой части фильма, — Энди. Однако теперь Энди является приятелем Элис, причём о своей встрече с ним она рассказывает Питу ту же историю, что и Рене в начале фильма рассказывала Фреду. Отличительной особенностью является то, что на этот раз история приводится полностью. Выясняется, что Энди занимается порнобизнесом, в который он вовлёк и Элис. Дополнительным подтверждением этому служит проецируемый в особняке у Энди сюжет с участием Элис, который, к тому же, косвенно перекликается со сценой получения анонимной видеокассеты в первой части фильма (при получении и просмотре первой видеозаписи Фред и Рене испытывают лёгкое замешательство и неловкость, что служит тонким намёком на её возможное непристойное содержание). В итоге, в истории Пита Дейтона подтверждаются худшие подозрения Фреда относительно измены Рене.
Во время ограбления происходит несчастный случай и Энди погибает. Пит в смятении говорит Элис: «Мы убили его». Однако она отвечает: «Ты убил его». Попытка переложить вину на Пита находит дальнейшее продолжение ещё и в сцене расследования. Детективы, арестовавшие Фреда Мэдисона в первой части фильма, появляются в доме погибшего Энди, где при обыске обнаруживают отпечатки Пита Дейтона. Один из детективов обращает внимание на совместный снимок Дика Лорана, Рене Мэдисон и Энди и заключает, что «плохих совпадений не бывает». В этом заключении усматривается предположение о возможной связи Пита Дейтона не только с гибелью Энди, но и с убийством Рене Мэдисон.

#### Обратное превращение
Обрывки воспоминаний из жизни Фреда последовательно просачиваются в историю Пита, постепенно разрушая её, и, в конце концов, Пит Дейтон претерпевает обратную трансформацию во Фреда Мэддисона. Превращение происходит в пустыне, куда Пит и Элис прибывают после ограбления. Здесь, в ожидании скупщика краденого, они занимаются любовью. Неожиданно Элис поднимается и скрывается в доме, сообщив Питу, что он никогда не заполучит её. Вслед за уходом Элис на месте Пита появляется Фред Мэдисон. Обратная метаморфоза предвещает разрушение иллюзии, однако происходит в пределах фантазии.
Появившись в пустыне, Фред встречает Таинственного человека с видеокамерой (вероятный намёк на источник кассет, присланных Мэдисонам в первой части фильма). На вопрос Фреда об Элис, Таинственный человек отвечает, что Рене и Элис — это один и тот же персонаж. До этого подобное предположение, только в вопросительной форме, было высказано Питом Дейтоном в доме у Энди во время ограбления. Поводом послужила найденная фотография, на которой были запечатлены вместе мистер Эдди, Рене, Элис и Энди.
После встречи с Таинственным человеком Фред поспешно садится в автомобиль и уезжает. Вслед за этим он появляется в отеле Lost Highway. Сцена в отеле позволяет заполнить ещё один из пробелов в фильме. Очевидным образом изображается измена Рене. К тому же выясняется, что Рене встречалась с Диком Лораном, а не с Энди, как подозревал Фред. Дождавшись отъезда Рене, Фред отвозит Дика Лорана в пустыню. Там опять появляется Таинственный человек и помогает Фреду убить любовника жены. Способность наблюдать за действиями главного персонажа и даже оказывать влияние на его поступки сближает образ Таинственного человека с такими линчевскими персонажами, как Мужчина с планеты из «Головы-ластика» или Боб из «Твин Пикса».
В заключительном эпизоде Фред передаёт в домофон своего же особняка сообщение о том, что «Дик Лоран мёртв», после чего садится в автомобиль и пытается скрыться от полицейского преследования. Во время ухода от погони Фред, возможно, претерпевает очередное превращение, так как его лицо начинает искажаться, появляется дым и яркие вспышки света по аналогии с эпизодом в тюремной камере. С другой стороны, в контексте сравнения с фильмом «Случай на мосту через Совиный ручей» последние кадры, возможно, иллюстрируют предсмертную агонию казнённого на электрическом стуле.

### Эдипов конфликт
Исследованию структуры и образности фильма «Шоссе в никуда» отчасти посвящена книга «Искусство смешного возвышенного», написанная словенским философом Славоем Жижеком. В своём эссе Жижек предпринял попытку «лаканианской интерпретации» фильма, то есть акцентировал внимание на психоаналитическом прочтении «Шоссе в никуда». При этом автор уточнил, что у прямого психоаналитического прочтения имеются свои пределы. А именно, рассмотрение всего происходящего с Питом Дейтоном в качестве галлюцинации Фреда Мэдисона Жижек посчитал такой же крайностью, как и отказ от всех попыток интерпретации происходящего на экране. Вдобавок, Славой Жижек предостерёг от устаревших юнгианских рассуждений, в рамках которых отдельные персонажи фильма могут трактоваться, как простые проекции различных отрицаемых аспектов личности Фреда.
Нужно абсолютно точно констатировать, что мы имеем дело с реальной историей (страдающего импотенцией мужа и т. д.), переходящей в некоторый момент (убийство Рене) в психотическую галлюцинацию, в которой герой восстанавливает параметры эдипова треугольника, что возвращает ему потенцию: Пит снова превращается во Фреда, то есть мы возвращаемся к реальности точно в тот момент, когда в психотической галлюцинации невозможность отношений подтверждает себя, и блондинка Патрисия Аркетт (Элис) говорит своему молодому любовнику: «Я никогда не буду твоей!».
Чтобы прояснить двойственную природу происходящего в фильме «Шоссе в никуда», Жижек предложил обратить внимание на взаимосвязь между двумя парами главных персонажей. В первых сценах фильма изображена «нормальная» супружеская пара Фреда Мэдисона (вероятно, страдающего импотенцией) и его скрытной и (возможно) неверной жены Рене. Подозревая жену в измене, Фред убивает её (или фантазирует на тему её убийства). Вслед за этим событием действие фильма переносится в мрачный мир с восстановленным эдиповым треугольником: молодой двойник Фреда — Пит Дейтон составляет пару с копией Рене — Элис, сексуально агрессивным воплощением роковой женщины. Во главе «третьего угла» находится Дик Лоран — покровитель и любовник Элис, препятствующий её отношениям с Питом Дейтоном.
Для уточнения двойственной сущности главных персонажей Славой Жижек обращает внимание на две любовные сцены из фильма «Шоссе в никуда»: первую «отчуждённую» между Фредом и Рене и вторую «сверхстрастную» между Питом и Элис. Оба эпизода заканчиваются неудачей для мужчины: в первом случае Рене утешительно похлопывает Фреда по плечу, а во втором — Элис шепчет на ухо Питу: «Я никогда не буду твоей!», после чего исчезает в доме посреди пустыни. Именно после второй неудачной любовной сцены Пит превращается обратно во Фреда. Обратное превращение может быть подтверждением ложности «фантазмического выхода», подтверждением невозможности нормальных отношений между Фредом и Рене (Питом и Элис) во всех вообразимых мирах.
Ключевым аспектом перехода от реальности к мрачному миру фантазии является изменение статуса препятствия. Отношения первой пары (Фред и Рене) обречены по врождённым причинам. В то время как отношения второй пары (Пит и Элис) ограничиваются внешним, устранимым препятствием (Дик Лоран). Развязкой в первом случае является убийство Рене, а во втором случае — убийство Дика Лорана. Тем не менее, обе развязки в итоге приводят к разрыву отношений между парами главных персонажей, что опять же подтверждает невозможность отношений и в реальном и в вымышленном мирах. Поэтому запутанная концовка фильма объясняется постепенным расщеплением фантазии. Обратное превращение Пита Дейтона во Фреда Мэдисона также происходит в пределах фантазии. Границы между реальностью и фантазией проводятся дважды после сцен убийств. Фантазия Фреда начинается сразу же вслед за убийством Рене (сцены в суде и камере смертников — уже фантазия). К реальности фильм возвращается после убийства Дика Лорана, когда Фред пытается уйти от полицейской погони.

### Психогенная фуга
В рекламном слогане, который кинокомпания Ciby 2000 использовала перед выходом фильма на экраны, сюжет «Шоссе в никуда» уподоблялся «психогенной фуге» (англ. psychogenic fugue). В медицине данный термин используется для обозначения психического расстройства, характеризующегося частичной амнезией, вследствие которой человек искажённо воспринимает реальность. Дэвид Линч подчёркивал, что не знал о данной болезни в период работы над сценарием и во время съёмок фильма. По его словам, термин «психогенная фуга» случайно обнаружила Дебра Вулигер из отдела рекламы, просматривая какой-то медицинский журнал, а режиссёру просто понравилось словосочетание, вызывающее к тому же ассоциации с соответствующей формой в музыке.
Ещё одну параллель с «психогенной фугой» Дэвид Линч провёл в своей книге «Поймать большую рыбу». Он написал, что был увлечён судом над О. Джеем Симпсоном в период работы над «Шоссе в никуда». Линча поразил тот факт, что обвиняемый продолжал жить, как ни в чём не бывало, после совершённого убийства. Как оказалось, состояние, при котором забываются болезненные события прошлого, очень точно может охарактеризовать медицинский термин «диссоциативная фуга». По словам режиссёра, нечто схожее «в некотором смысле» изображено и в его фильме «Шоссе в никуда».
Схожее объяснение событиям фильма даёт Грег Олсон в своей книге, посвящённой фильмографии Дэвида Линча. Анализируя «Шоссе в никуда», Олсон в итоге предлагает тюремное заключение Фреда Мэддисона рассмотреть в качестве исходной реальности фильма. При этом арест Мэддисона может быть обусловлен его личным сообщением в полицию о смерти жены, так как сам факт убийства им отрицается. Согласно данной трактовке, загадочные события фильма предстают в качестве имманентных переживаний заключённого Фреда Мэддисона. Его воспалённое сознание, терзаемое желанием и гневом, любовью и жаждой отмщения, порождает все сюжетные ответвления: историю Фреда и Рене, Пита и Элис, а также расправу с Диком Лораном.

### Образ Таинственного человека

Таинственный человек. Видеокамера в его руках намекает на авторство анонимных видеокассет в первой части фильма.

Прозвищем Таинственный человек (англ. Mystery Man) в титрах обозначен загадочный персонаж Роберта Блейка. В различных трактовках Таинственный человек преимущественно рассматривается как абстрактная фигура. Дэвид Линч не говорил о его символическом значении, но подтвердил, что он «воплощает некоторую абстракцию». Схожую точку зрения разделяет и соавтор сценария Барри Гиффорд. В своём интервью 1997 года для журнала Cinefantastique он назвал Таинственного человека продуктом воображения Фреда Мэдисона, а их первую встречу на вечеринке у Энди — первым видимым проявлением безумия Фреда.
Абстрактная природа Таинственного человека очевидным образом проявляется в эпизоде телефонного разговора на вечеринке у Энди. Вся странность сцены заключается в том, что Таинственный человек отвечает по телефону из дома Фреда Мэдисона и в то же время находится рядом со звонящим ему Фредом Мэдисоном. Факт одновременного присутствия в двух местах указывает на вневременную и внепространственную природу персонажа. По словам режиссёра, Таинственный человек как раз и возник благодаря замыслу эпизода встречи на вечеринке у Энди:
У меня была идея, которой я поделился с Барри, когда мы ещё писали сценарий. Один парень приходит на вечеринку. Это такой неопытный, невинный персонаж. На вечеринке он встречает другого человека, ещё моложе, который выглядит там совершенно неуместно и ни с кем на этой вечеринке не знаком. Он пришёл с девушкой, которая там хорошо всех знает. Вообще-то она втягивает неопытного героя в странную историю, но он пока об этом не догадывается. И он начинает говорить с этим парнем помладше, и тот говорит ему странные вещи вроде тех, что Таинственный человек говорит Фреду Мэдисону. И Барри просто загорелся этой идеей. Так и возник Таинственный человек из «Шоссе в никуда».

## Кинопрокат и критика
Первые показы фильма в кинотеатрах Европы начались с середины января 1997 года. В США премьера состоялась 21 февраля 1997 года, прокат был ограничен, а итоговые кассовые сборы составили $ 3 675 201, что не окупило и трети изначального бюджета в $ 15 000 000. Дистрибуцией фильма занималась кинокомпания October Films.

Рекламный плакат, эксплуатирующий отрицательные отзывы двух влиятельных кинокритиков, как дополнительные причины для просмотра фильма «Шоссе в никуда»

По сравнению с предыдущим фильмом Линча «Твин Пикс: Сквозь огонь», выход которого был едва освещён в прессе, прокат фильма «Шоссе в никуда» сопровождался критическими публикациями более чем в 40 заметных периодических изданиях. Кинокритики оценили творение Дэвида Линча неоднозначно. На обобщающем рецензии сайте Rotten Tomatoes 60 % из 42 отзывов — положительные. Сходным образом, на сайте Metacritic только половина из 21 критического обзора содержит положительную оценку фильма. В положительных рецензиях отмечались художественная смелость режиссёра, а также сложный нелинейный сюжет картины. С другой стороны многие рецензенты не смогли, либо не пожелали найти объяснение событиям фильма во многом определив этим свои негативные оценки.
Кинокритик Роджер Эберт в своей рецензии написал, что просмотрел фильм дважды, надеясь понять смысл происходящего. По мнению Эберта, фильму недостаёт ясности, а сюжет подобен сборнику, в котором объединены вместе разрозненные сцены для их возможного использования в будущем. Несмотря на отдельные выдающиеся сцены и волнующий саундтрек, зритель сталкивается с «пустым стилистическим фасадом». Даже критик Джин Сискел, прежде защищавший фильмы Линча от негативных оценок со стороны своего коллеги Роджера Эберта, не понял режиссёрский замысел «Шоссе в никуда». Отрицательные отзывы Эберта и Сискела были использованы Дэвидом Линчем в рекламной кампании фильма. Их мнения афишировались в качестве дополнительных причин для просмотра «Шоссе в никуда».
Многие рецензенты отмечали художественную преемственность нового фильма Дэвида Линча. Люсия Боззола в описании фильма на сайте allmovie, назвала «Шоссе в никуда» квинтэссенцией режиссёрского почерка Дэвида Линча, в которой сплетаются игра воображения, двойники, герои, злодеи, роковая женщина и общий поток событий, идущий вразрез с пространственно-временной логикой повествования. Сравнивая новый фильм Линча с предыдущими работами режиссёра, кинокритик Джеймс Берардинелли охарактеризовал «Шоссе в никуда», как более удачный нежели последние две картины «Дикие сердцем» и «Твин Пикс: Сквозь огонь». Оуэн Глеиберман в своей рецензии, опубликованной на сайте Entertainment Weekly, называет «Шоссе в никуда» самым смелым творением Линча со времен «Синего бархата», однако в целом впечатление от новой киноленты не поразило кинокритика.